# جلال‌الدین کزازی
سید جلال‌الدین کَزّازی شناخته‌شده با نام میرجلال‌الدین کزّازی (زادهٔ ۲۸ دی ۱۳۲۷ در کرمانشاه) استاد دانشگاه، شاعر، نویسنده، مترجم، شاهنامه‌پژوه و ادیبِ ایرانی است. او از چهره‌های ماندگار فرهنگ و ادب ایران در پنجمین همایش چهره‌های ماندگار به سال ۱۳۸۴ است. وی مشهور به بهره‌گیری از واژه‌های پارسی سره در نوشته‌ها و گفتار خود است. کزّازی هم‌پیمان هیئت امنای بنیاد فردوسی است.

## زندگی
سید جلال‌الدین کزّازی در ۲۸ دی ۱۳۲۷ در کرمانشاه و در خانواده‌ای اصالتاً اهل روستای کزاز در استان مرکزی به دنیا آمد که برای ساخت حوزهٔ علمیه به کرمانشاه مهاجرت کرده‌بودند. پدرش سید محمود نام داشت و جد پدری‌اش سید حسین کزّازی رئیس ادارهٔ معارف کرمانشاه بود. جلال‌الدین کزّازی از همان دوران کودکی به فرهنگ و ادبیات ایران علاقهٔ زیادی نشان می‌داد. این علاقه در دوران استادی و کهن‌سالی از ویژگی‌های سبک نوشتاری و تدریس وی بود.

### دوره‌های دبستان و دبیرستان
دورهٔ دبستان را در مدرسه آلیانس کرمانشاه گذرانید و از سالیان دانش‌آموزی با زبان و ادب فرانسوی آشنایی یافت. سپس دورهٔ دبیرستان را در مدرسهٔ رازی کرمانشاه به فرجام آورد و آنگاه برای ادامهٔ تحصیل در رشتهٔ زبان و ادب فارسی به تهران آمد.

### دانشگاه
کزّازی در دانشکدهٔ ادبیات فارسی و علوم انسانی دانشگاه تهران دوره‌های گوناگون آموزشی را سپری کرد. وی در سال ۱۳۵۱ خورشیدی مدرک کارشناسی در رشتهٔ زبان و ادب فارسی از دانشگاه تهران را به دست آورد و به سال ۱۳۷۱، پایان‌نامهٔ دکترای خود را با نام نمادشناسی در شاهنامه نوشت.
وی عضو هیئت علمی در دانشکدهٔ ادبیات فارسی و زبان‌های خارجی وابسته به دانشگاه علامه طباطبایی بود. او افزون‌بر زبان فرانسوی که از سالیان خُردی با آن آشنایی یافته‌است، با زبان‌های اسپانیایی و آلمانی و انگلیسی نیز آشناست و تاکنون ده‌ها کتاب و نزدیک به سیصد مقاله نوشته‌است و در همایش‌ها و بزم‌های علمی و فرهنگی بسیاری در ایران و کشورهای دیگر سخنرانی کرده‌است.
دکتر کزّازی علاوه بر فعالیت تخصصی و دانشگاهی خود، در نهادها و مؤسساتی چون بنیاد فردوسی، پژوهشکدهٔ فرهنگ و هنر اسلامی، آکادمی علم و… به تربیت عموم دانش‌پژوهان و علاقه‌مندان به فرهنگ و ادب فارسی می‌پردازد.

### آموزگاری در اسپانیا
وی از سال ۱۳۷۳ تا ۱۳۷۶ به آموزگاری ایران‌شناسی و زبان فارسی در اسپانیا سرگرم بوده‌است.

### شاعری
او از سال‌های نوجوانی، نوشتن و سرودن را آغاز کرد و در همان سال‌ها با هفته‌نامه‌های کرمانشاه همکاری داشته و آثار خود را در آن‌ها به چاپ می‌رسانید. کزّازی نخست «اِکرام» تخلص می‌کرد، اما پس از مدتی تخلص خود را به «زُروان» تغییر داد. نخستین مجموعه‌شعر کزّازی «پیروزی خون بر شمشیر: برگی چند از ادبیات انقلابی اسلامی ایران» نام داشت که در سال ۱۳۵۹ منتشر شد. کزّازی در مقدمهٔ این کتاب هدف خود را از سرودن شعر اینگونه توضیح می‌دهد:
بی‌گمان و گزافه لحظه‌های پر تب و تاب انقلاب را، ادبیات پیگیر و پویای انقلاب سزاوار و بایسته می‌آید. در تحقق این خواست به یاری خداوند سبحان مبادرت به نشر این نخستین دفتر از ادبیات انقلاب اسلامی ایران گردید تا فرخی نام امام طلیعه‌ای همایون و سرآغازی نویدگر بر دفترهای بعدی. در این وجیزه از آنجا که به اشعار دیگر شاعران دسترسی نبود به سروده‌های خویش بسنده کردیم. باشد که این متاع مختصر چون متاع صالحان در نظر آید، نه چون نکول متاع طالحان و مقبول و مطبوع خداوندان دانش و ادب افتد. بمنه و کرمه.
کزّازی هم‌اکنون نیز شعر می‌سراید و گفتنی است، وی در سخن گفتن، به‌ندرت واژه‌های عربی را به‌کار می‌گیرد.

## تألیفات
الف) سفرنامه‌ها

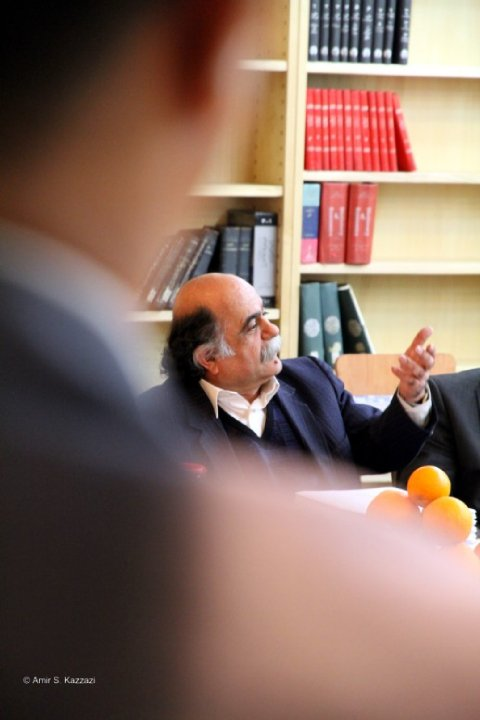
در دانشگاه علامه طباطبایی

نامهٔ باستان: ویرایش و گزارش شاهنامه فردوسی در ۱۰ جلد

- از دهلی نو تا آتن کهن، نشر گویا ۱۳۹۹
- روزهای کاتالونیا، نشر گویا ۱۳۹۸
- دیدار با اژدها، نشر گویا ۱۳۹۸، نشر قطره ۱۳۸۰
- یورکنامه نو، نشر گویا ۱۳۹۸ (که به زبان شعر (چکامه یا قصیده) سروده شده‌است)
- آنک!... پاریس، نشر صدای معاصر ۱۳۹۸

ب) دفاتر شعر
- پیروزی خون بر شمشیر: برگی چند از ادبیات انقلابی اسلامی ایران
- دستانِ مستان، نشر گویا
- بر آستان آسمان، نشر گویا
- در این خمِ چرخ، نشر برسم
- از روزن راز، نشر کلک سیمین
- چشم و چراغ بهار، نشر دیباچه
- بیکران سبز، نشر مرکز

پ) ترجمهٔ متون خارجی
- تِلماک، نویسنده: فِنلون، نشر مرکز
- ایلیاد، نویسنده: هومر، نشر مرکز
- انه اید، نویسنده: ویرژیل، نشر مرکز
- اُدیسه، نویسنده: هومر، نشر مرکز
- آتالا و رِنه، نویسنده: شاتوبریان، نشر مرکز
- رویدادهای شهر سنگی، نویسنده: اسماعیل کاداره، نشر مرکز
- سه داستان: نویسنده: گوستاو فلوبر، نشر گویا
- سیلوی، نویسنده: ژرار د نروال، نشر گویا
- بهار خسرو: گشت و گذاری در تاریخ و فرهنگ ایران، نویسنده: پیترو چیتاتی، نشر گویا
- جهان اشباح، نویسندگان: آلکس رودین و دانیل همر، نشر عطایی
- کمدی الهی (خندستانِ خدایی): دوزخ – برزخ – بهشت، نویسنده: دانته آلیگیری، نشر معین
- چامه‌ها، نویسنده: هوراس، نشر معین
- زندگی در بهروزی و کوتاهی زندگی، نویسنده: سِنِکا، نشر معین
- دربارهٔ طبیعت، نویسنده: کاروس، نشر معین
- شهسوار ارابه، نویسنده: کترین دوتروی، نشر معین
- افسانه‌های دگردیسی، نویسنده: اوید، نشر معین
- جهان پس از مرگ، نویسنده: آرتور دویل، نشر دنیای کتاب

ت) شخصیت‌شناسی بزرگان
- وخشور ایران: زندگی زرتشت در قالب داستان، نشر معین
- فرزند ایران: زندگی فردوسی در قالب داستان، نشر معین
- پدر ایران: زندگی کوروش در قالب داستان، نشر معین
- خاقانی شروانی: زندگی خاقانی در قالب داستان، نشر دفتر پژوهش‌های فرهنگی

ث) ویرایش و گزارش متون کهن فارسی
- نامه باستان: ویرایش و گزارش شاهنامه فردوسی، سری ۱۰ جلدی، نشر سمت
- گامی در بیکران: گزارش بیست و یک غزل از حافظ، نشر سمت
- سراچه آوا و رنگ: خاقانی‌شناسی، نشر سمت
- بر آستان جانان: گزارش بیست غزل حافظ، نشر سمت
- دیرِ مغان: گزارش بیست غزل حافظ، نشر گویا
- چراغی در باد: گزارش بیست غزل حافظ، نشر گویا
- پند و پیوند: گزارش بیست غزل حافظ، نشر گویا
- شاهنامه فردوسی: ویرایش نو، سری سه جلدی، نشر ترنگ
- رباعیات خیام: ویرایش نو، نشر مرکز
- غزل‌های سعدی: ویرایش نو، نشر مرکز
- رخسار صبح: گزارش یک چامه از خاقانی شروانی، نشر مرکز
- گزارش دشواری‌های دیوان خاقانی شروانی، نشر مرکز
- دیوان خاقانی شروانی: ویرایش نو، دو جلدی، نشر مرکز
- حافظ شناسی
- تاریخ شعر فارسی
- گزیده‌ای از سروده‌های شیخ الرئیس قاجار، نشر مرکز
- دیوان میرزا محمدباقر حسینی، نشر مرکز
- بدائع الافکار فی صنایغ الاشعار، نویسنده: کمال‌الدین واعظ کاشفی سبزواری، نشر مرکز
- دفتر دانایی و داد: بازنوشت شاهنامه فردوسی، نشر معین
- ناله‌ای از نایِ نای (کاوشی در مثنوی و نی نامه آن)، نشر صدای معاصر
- سوزن عیسی: گزارش یک چامه از خاقانی شروانی، نشر آیدین
- پارسا و ترسا: گزارش یک داستان از منطق‌الطیر عطار، نشر آیدین
- خشم در چشم: گزارشی از داستان رستم و اسفندیار شاهنامه، نشر آیدین
- تندبادی از کنج: گزارشی از داستان رستم و سهراب شاهنامه، نشر آیدین
- در پیرامون رستم و اسفندیار، نشر جهاد دانشگاهی واحد تهران

ج) مجموعه جستارها
- فسانه‌های فسون، نشر گویا
- در سایه آفتاب، نشر گویا
- شگرف و شگفت، نشر ترنگ
- مازهای راز، نشر مرکز
- از گونه‌ای دیگر، نشر مرکز
- آب و آئینه، نشر آیدین
- نارنجستان ناخودآگاهی، نشر صدای معاصر
- پرند و پلاس، نشر دیباچه
- از اخگر تا اختر، نشر در دانش بهمن
- در آسمانِ جان، نشر معین

چ) مجموعه گفتارها
- رزمنامه رهایی (سومین دوره شاهنامه‌شناسی)، نشر گویا
- در بند ترفند (مصاحبه با غلامرضا خاکی)، نشر گویا
- خردنامه خرمی (دومین دوره شاهنامه‌شناسی)، نشر گویا
- نهادنامه داد (نخستین دوره شاهنامه‌شناسی) نشر گویا
- شاهنامه‌پژوهی (چهارمین دوره شاهنامه‌شناسی)، نشر خانه اندیشمندان علوم انسانی
- آوایی از ژرفا (مصاحبه با محمدرضا ارشاد)، نشر معین
- از کاف تا نون (مصاحبه با آیدین فرنگی)، نشر عنوان

ح) سایر
- ترجمانی و ترزبانی (راجع به هنر ترجمه)، نشر گویا
- دمی بی‌خویشتن، با خویشتن (گذر و نگری بر نهان‌گرایی و راز آشنایی)، نشر معین
- دمی با جادوی زیر و بم (کندوکاوی در هنر، بویژه در هنر خنیا)، نشر مکتب یحیی
- کرمانشاه؛ شهر شگرف ماه، نشر دیباچه
- زیباشناسی سخن پارسی، سری سه جلدی: بیان – معنی – بدیع، نشر مرکز
- رؤیا، حماسه، اسطوره، نشر مرکز
- درِّ دریای دری (نگاهی به تاریخ شعر فارسی)، نشر مرکز
- مازندران و دیوان، نشر رسانش نوین

## جایزه‌های دریافتی
- جایزهٔ بهترین کتاب سال، ۱۳۶۹
- جایزهٔ نخست پژوهش‌های بنیادینِ جشنواره خوارزمی، ۱۳۸۳
- برگزیده چهره‌های ماندگار در فرهنگ و ادب، ۱۳۸۴
- چهرهٔ برگزیده استان کرمانشاه، ۱۳۸۴
- سپاس‌نامه از انجمن معتبر ادبی پارناسوس یونان، ۱۳۸۴
- پژوهشگر برگزیدهٔ دانشکده ادبیات دانشگاه علامه طباطبایی، ۱۳۸۵
- چهرهٔ ماندگار در کرج، ۱۳۸۷
- استاد نمونه دانشگاه آزاد، ۱۳۸۷
- جایزهٔ برترین کتاب سال در مؤسسهٔ انتشارات دانشگاه تهران برای دورهٔ ۱۰جلدی نامهٔ باستان (متن شاهنامهٔ فردوسی با توضیح و بررسی)، ۱۳۸۸
- پژوهشگر نمونهٔ استان مرکزی، ۱۳۸۸
- تقدیر در بخش مستندنگاری جایزه ادبی جلال آل احمد، برای کتاب برگزیده آنک پاریس، ۱۳۹۶
- برگزاری آیین نکوداشت از سوی انجمن آثار و مفاخر فرهنگی ایران، با نام چهره ماندگار زبان و ادب پارسی، ۱۴۰۲

## یادبود
به‌منظور بزرگداشت جلال‌الدین کزّازی، فرهنگسرایی در شهر کرمانشاه در محلهٔ کارمندان به نام «فرهنگسرای استاد میرجلال‌الدین کزّازی» نام‌گذاری شده‌است. این فرهنگسرا در روز ۵ تیر ۱۳۹۸ به مناسبت ۶ تیر روز کرمانشاه افتتاح شد.